# Diffusione classica
La diffusione classica è un concetto chiave nella fusione e in altri campi in cui un plasma è confinato da un campo magnetico all'interno di un recipiente. Prende in considerazione le collisioni tra ioni nel plasma che fanno sì che le particelle si muovano su percorsi diversi e alla fine abbandonino il volume di confinamento e colpiscano le pareti del recipiente.
La velocità di diffusione è proporzionale a 1/B2, dove B è l'intensità del campo magnetico, il che implica che i tempi di confinamento possono essere notevolmente migliorati con piccoli aumenti dell'intensità del campo. In pratica, le velocità suggerite dalla diffusione classica non sono state riscontrate in macchine del mondo reale, dove una serie di instabilità del plasma precedentemente sconosciute hanno fatto sì che le particelle abbandonassero il confinamento a velocità più vicine a B, non a B2, come era stato osservato nella diffusione di Bohm.
L'incapacità della diffusione classica di prevedere il comportamento del plasma nel mondo reale portò negli anni '60 a un periodo noto come "la stasi", in cui sembrava impossibile realizzare un reattore a fusione pratico. Nel corso del tempo, le instabilità furono individuate e affrontate, soprattutto nel tokamak. Ciò ha portato a una comprensione più approfondita del processo di diffusione, noto come trasporto neoclassico.

Particelle in un'orbita di plasma attorno alle linee del campo magnetico con un raggio che varia con l'intensità del campo. Qui abbiamo le stesse particelle in due campi, uno più debole a sinistra e uno più forte a destra. La probabilità che una particella subisca una collisione è funzione dell'area che attraversa e quindi del quadrato dell'intensità del campo magnetico.

## Descrizione
La diffusione è un processo di cammino aleatorio che può essere quantificato attraverso due parametri chiave: Δx, la lunghezza del passo, e Δt, l'intervallo di tempo in cui il camminatore compie un passo. Pertanto, il coefficiente di diffusione è definito come D ≡ (Δx)²/(Δt). Il plasma è una miscela simile a un gas costituita da particelle ad alta temperatura, come elettroni e ioni, che normalmente sarebbero uniti per formare atomi neutri a temperature più basse. La temperatura è una misura della velocità media delle particelle, quindi temperature elevate implicano velocità elevate, e di conseguenza un plasma si espanderà rapidamente a velocità tali da rendere difficile il suo controllo, a meno che non venga applicata una forma di "confinamento".
Alle temperature raggiunte durante la fusione nucleare, nessun materiale può contenere un plasma. La soluzione più comune a questo problema è quella di utilizzare un campo magnetico per creare un confinamento, a volte noto come "bottiglia magnetica". Quando una particella carica viene posta in un campo magnetico, orbiterà attorno alle linee del campo continuando a muoversi lungo quella linea con la stessa velocità iniziale. Ciò produce un percorso elicoidale attraverso lo spazio. Il raggio del percorso è funzione dell'intensità del campo magnetico. Poiché le velocità assiali avranno un intervallo di valori, spesso basati sulla statistica di Maxwell-Boltzmann, ciò significa che le particelle nel plasma passeranno accanto ad altre quando le superano o vengono superate.
Se si considerano due ioni di questo tipo che viaggiano lungo percorsi assiali paralleli, questi possono collidere ogni volta che le loro orbite si intersecano. Nella maggior parte delle geometrie, ciò significa che vi è una differenza significativa nelle velocità istantanee al momento della collisione: uno potrebbe andare "verso l'alto" mentre l'altro potrebbe andare "verso il basso" nei loro percorsi elicoidali. Questo provoca collisioni che diffondono le particelle, rendendo i loro movimenti dei cammini aleatori. Alla fine, questo processo farà sì che un dato ione superi il confine del campo e quindi sfugga al "confinamento".
In un campo magnetico uniforme, una particella compie un movimento casuale lungo le linee di campo con un passo pari al giroraggio ρ≡vth/Ω, dove vth indica la velocità termica e Ω≡qB/m la frequenza di ciclotrone (girofrequenza).  I passi vengono resi casuali dalle collisioni, perdendo la coerenza. Pertanto, il passo temporale, o tempo di decoerenza, è l'inverso della frequenza collisionale νc. Il tasso di diffusione è dato da νcρ², con una legge di scala piuttosto favorevole B⁻².

## In pratica
Quando si iniziò a studiare il tema della fusione controllata, si credeva che i plasmi avrebbero seguito il tasso di diffusione classico, il che suggeriva che tempi di confinamento utili sarebbero stati relativamente facili da ottenere. Tuttavia, nel 1949, un team che studiava archi di plasma come metodo di separazione isotopica scoprì che il tempo di diffusione era molto maggiore di quanto previsto dal metodo classico. David Bohm suggerì che questo tasso di diffusione fosse proporzionale a B. Se ciò fosse vero, la diffusione di Bohm implicherebbe che tempi di confinamento utili richiederebbero campi magnetici incredibilmente grandi. Inizialmente, la diffusione di Bohm fu considerata un effetto collaterale del particolare apparato sperimentale utilizzato e degli ioni pesanti presenti, che causavano turbolenza all'interno del plasma, portando a una diffusione più rapida. Sembrava che le macchine per la fusione più grandi, che utilizzavano atomi molto più leggeri, non sarebbero state soggette a questo problema.
Quando le prime macchine per la fusione su piccola scala furono costruite a metà degli anni '50, sembrava che seguissero la regola di B⁻², quindi vi era grande fiducia nel fatto che semplicemente aumentando le dimensioni delle macchine con magneti più potenti si sarebbero soddisfatti i requisiti per la fusione pratica. Tuttavia, quando tali macchine furono costruite, come la ZETA britannica e il modello B-stellarator statunitense, dimostrarono tempi di confinamento molto più in linea con la diffusione di Bohm. Per esaminare questo fenomeno, il modello-B2 stellarator fu testato con una vasta gamma di intensità di campo e i tempi di diffusione risultanti furono misurati. Ciò dimostrò una relazione lineare, come previsto da Bohm. Con l'introduzione di altre macchine, questo problema continuò a persistere, e negli anni '60 l'intero campo fu colpito da una fase di stasi.
Ulteriori esperimenti dimostrarono che il problema non era la diffusione in sé, ma una serie di instabilità del plasma precedentemente sconosciute, causate dai campi magnetici ed elettrici e dal movimento delle particelle. Quando venivano superate determinate condizioni operative critiche, questi processi si avviavano e spingevano rapidamente il plasma fuori dal confinamento. Nel tempo, una serie di nuovi progetti affrontò queste instabilità, e alla fine degli anni '60 vi erano diverse macchine che chiaramente superavano la regola di Bohm. Tra queste vi era il tokamak sovietico, che rapidamente divenne il fulcro della maggior parte della ricerca fino ad oggi.
Quando i tokamak presero il sopravvento nel campo della ricerca, divenne chiaro che le stime originali basate sulla formula classica non erano ancora del tutto applicabili. Ciò era dovuto alla disposizione toroidale del dispositivo: le particelle all'interno del reattore ad anello subiscono campi magnetici più elevati rispetto all'esterno, semplicemente a causa della geometria, e ciò introdusse una serie di nuovi effetti. La considerazione di questi effetti ha portato al concetto moderno di trasporto neoclassico.